# Umělecké soutěže na letních olympijských hrách

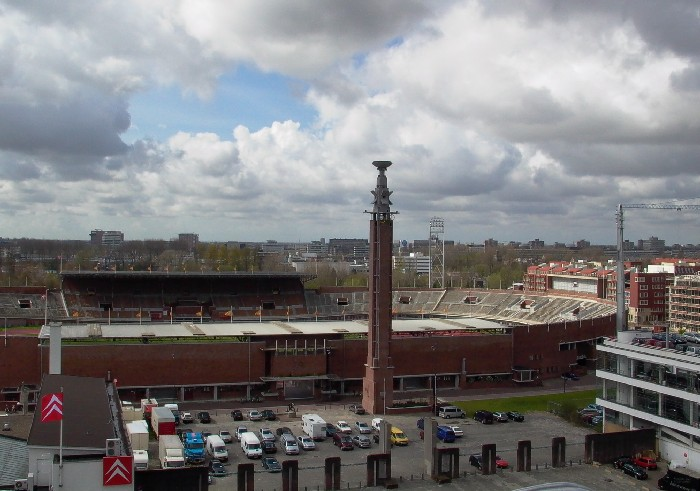
Olympijský stadion v Amsterdamu navržený Janem Wilsem, který za toto dílo získal zlatou medaili

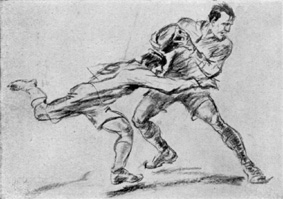
Kresba Rugby od Jeana Jacobyho oceněná zlatou medailí

Umělecké soutěže na letních olympijských hrách byly součástí olympijského programu mezi lety 1912 a 1948. Zakladatel moderního olympijského hnutí, Pierre de Coubertin, chtěl spojením sportu a umění navázat na tradici antických olympijských her. Umělci soutěžili v kategoriích architektura, literatura, hudba, malířství a sochařství, jejich díla měla mít sportovní námět. V roce 1952 již umělecké soutěže uspořádány nebyly a následně byly nahrazeny kulturním programem pořádaným během letních olympijských her.

## Medailové pořadí zemí
| Pořadí | Země                         | Zlato | Stříbro | Bronz | Celkem |
| ------ | ---------------------------- | ----- | ------- | ----- | ------ |
| 1.     | Německo (GER)                | 8     | 7       | 9     | 24     |
| 2.     | Itálie (ITA)                 | 5     | 7       | 2     | 14     |
| 3.     | Spojené státy americké (USA) | 4     | 5       | 0     | 9      |
| 4.     | Francie (FRA)                | 4     | 4       | 5     | 13     |
| 5.     | Velká Británie (GBR)         | 3     | 5       | 1     | 9      |
| 6.     | Rakousko (AUT)               | 3     | 3       | 3     | 9      |
| 7.     | Polsko (POL)                 | 3     | 2       | 3     | 8      |
| 8.     | Finsko (FIN)                 | 3     | 1       | 1     | 5      |
| 9.     | Švýcarsko (SUI)              | 2     | 4       | 1     | 7      |
| 10.    | Belgie (BEL)                 | 2     | 1       | 5     | 8      |
| 11.    | Nizozemsko (NED)             | 2     | 1       | 3     | 6      |
| 12.    | Lucembursko (LUX)            | 2     | 1       | 0     | 3      |
| 13.    | Švédsko (SWE)                | 2     | 0       | 2     | 4      |
| 14.    | Maďarsko (HUN)               | 1     | 2       | 1     | 4      |
| 15.    | Řecko (GRE)                  | 1     | 0       | 0     | 1      |
| 16.    | Dánsko (DEN)                 | 0     | 5       | 4     | 9      |
| 17.    | Irsko (IRL)                  | 0     | 1       | 2     | 3      |
| 17.    | Československo (TCH)         | 0     | 1       | 2     | 3      |
| 19.    | Kanada (CAN)                 | 0     | 1       | 1     | 2      |
| 19.    | Jihoafrická republika (RSA)  | 0     | 1       | 1     | 2      |
| 21.    | Norsko (NOR)                 | 0     | 1       | 0     | 1      |
| 22.    | Japonsko (JPN)               | 0     | 0       | 2     | 2      |
| 23.    | Monako (MON)                 | 0     | 0       | 1     | 1      |
| Celkem | Celkem                       | 45    | 53      | 49    | 147    |